# Masurenallee
Die Masurenallee ist eine rund 500 m lange Hauptverkehrsstraße im Berliner Ortsteil Westend des Bezirks Charlottenburg-Wilmersdorf. Sie stellt die Verlängerung der – aus der City-West kommenden – Neuen Kantstraße zum Theodor-Heuss-Platz her.
An der Masurenallee befinden sich folgende Gebäude:
- Zentraler Omnibusbahnhof Berlin (ZOB),
- Berliner Messegelände mit dem Funkturm und dem Palais am Funkturm,
- Haus des Rundfunks sowie
- Sendezentrum des RBB sowie RBB-Fernsehzentrum.

## Geschichte

### Masurenallee und Ostpreußenallee

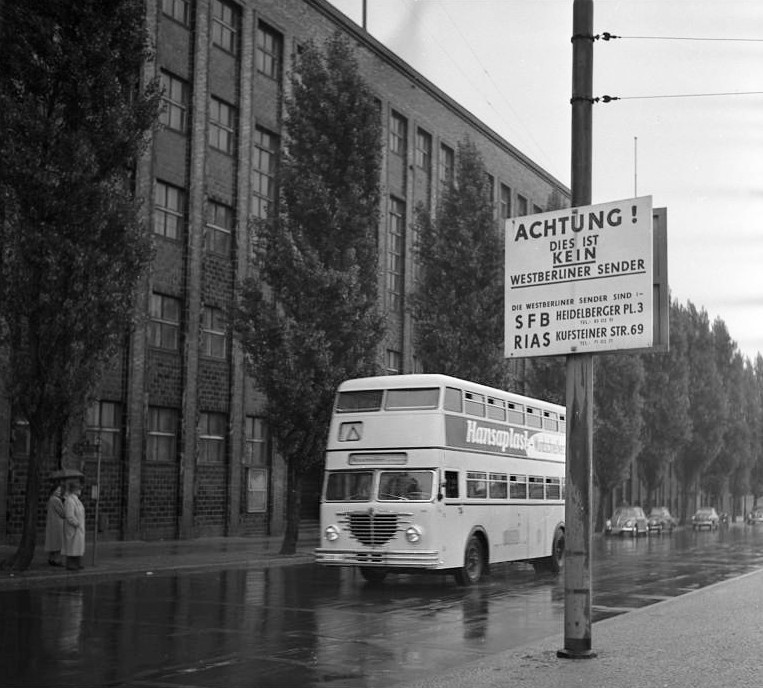
Haus des Rundfunks in der Masurenallee, 1955

Die Allee erhielt 1918 ihren Namen nach Masuren, der ostpreußischen Seen- und Sumpflandschaft im heutigen Norden Polens. Die Masurenallee verlief einst vom Reichskanzlerplatz (heute: Theodor-Heuss-Platz) bis zum ehemaligen Scholzplatz, von wo aus mit einem Knick die Ostpreußenallee zur Neuen Kantstraße führte. Der vorherige Name der Masurenallee war Straße 5a, Abt. V des Bebauungsplans, der vorherige Name der Ostpreußenallee war Straße 9g. Zur Eröffnung des Bahnhofs Witzleben (heute: Bahnhof Messe Nord/ZOB) an der Ringbahn 1916 waren auch die beiden Straßen bis zum Reichskanzlerplatz fertiggestellt. Mit der Erweiterung des Messegeländes für die Bauausstellung 1931 wurde der Scholzplatz aufgegeben und die Masurenallee mit der Ostpreußenallee zwischen Theodor-Heuss-Platz und dem heutigen Messedamm geradlinig verbunden. Der verbliebene Teil der Ostpreußenallee zwischen Messedamm und Ostpreußenbrücke wurde am 13. Juli 1934 in die Masurenallee einbezogen. Am 20. Oktober 1966 wurde der Abschnitt der Masurenallee zwischen Messedamm und Ostpreußenbrücke in Neue Kantstraße umbenannt.

### Alter Scholzplatz
Während sich der heutige Scholzplatz am Knick der Heerstraße befindet, befand sich ein Platz gleichen Namens zwischen 1920 und 1929/1930 am Knick der Verbindung Masurenallee/Ostpreußenallee, heute etwa auf dem Gelände der Halle 18 des Messegeländes gelegen. Der Platz wurde vom Charlottenburger Stadtgartendirektor Erwin Barth als Stadtplatz für die geplante fünfgeschossige Wohnbebauung der Umgebung konzipiert, mit einer versenkt angelegten Spielplatzanlage im Inneren, gewissermaßen einem 2000 m² großen Sandkasten, der von einer rund 1,5 m hohen Betonmauer umgrenzt war. Der auf Straßenniveau befindliche Umgang mit Sitzgelegenheiten war mit Gruppen von je vier Säulenpappeln bepflanzt.
In der Planungsphase erhielt der Platz den Namen Platz D. Gleichzeitig mit der Einweihung der Barthschen Anlagen am 30. September 1920 erhielt der Platz den Namen Scholzplatz, nach dem letzten Oberbürgermeister der eigenständigen Stadt Charlottenburg vor der Eingemeindung nach Berlin Ernst Scholz, der inzwischen zum Reichswirtschaftsminister berufen worden war. Das Wachstum des Messegeländes in den 1920er Jahren sorgte dafür, dass die Wohnbebauung um den Platz nie errichtet wurde. Schließlich machten die Pläne für die Bauausstellung 1931 eine Verlegung der Masurenallee nach Norden erforderlich und der Platz wurde 1929/1930 eingeebnet.